# Lajos Dávid
Lajos Leopold Dávid, né en 1913 à Budapest, et mort en 1944, est un ancien joueur de tennis de table de Hongrie. Il a remporté plusieurs médailles en simple, double, et en épreuves par équipes aux  Championnats du monde de tennis de table de 1930 à 1934.